# Elecciones generales de Turquía de 1950
Las elecciones generales se llevaron a cabo en Turquía el 14 de mayo de 1950, mediante el sistema electoral de voto múltiple no transferible. El Partido Republicano del Pueblo, después de décadas gobernando al país, perdió su hegemonía al verse derrotado por el Partido Demócrata, que obtuvo mayoría absoluta con 408 escaños. Por primera vez hubo tres partidos en el parlamento turco, obteniendo un escaño el Partido Nacional (que sería ilegalizado en 1954).

## Antecedentes
Los partidos opositores fueron legalizados en Turquía a finales de 1945. El 7 de enero de 1946, Adnan Menderes y Celal Bayar fundaron el Partido Demócrata. Sin embargo, debido a que fue fundado muy poco tiempo antes de las elecciones de ese mismo año, y a que el hasta entonces partido único Partido Republicano del Pueblo (CHP) tenía el control sobre todos los medios de comunicación, sufrió una aplastante derrota ante el mismo, recibiendo tan solo 64 escaños contra 395. Sin embargo, el primer gobierno elegido democráticamente, aunque dominado por el CHP, no pudo cumplir con las expectativas de la población, empeorando la situación económica, y el pueblo empezó a tener dudas de que realmente el CHP pudiera realizar algún cambio sustancial en el país después de haberlo gobernado completamente durante más de veintisiete años.

## Campaña
La campaña electoral de los Demócratas se había centrado en la corrupción imperante durante el largo gobierno del CHP, la impopular occidentalización, el olvido del islam como religión mayoritaria, y la burocratización del país después de tantos años de dominio del partido único (todo esto a pesar de que la mayoría de los miembros del DP habían sido también parte de la élite gobernante del CHP antes de 1946). Una propaganda célebre del DP fue una imagen de una mano con un brazalete con la bandera de Turquía que tiene escrito a la derecha: "¡Suficiente, es la Nación!".
El CHP intentó contrarrestar esta campaña intentando ganarse a la población rural recordando las políticas derechistas que tomaría el Partido Demócrata en caso de ganar, sin demasiado éxito.

## Resultados

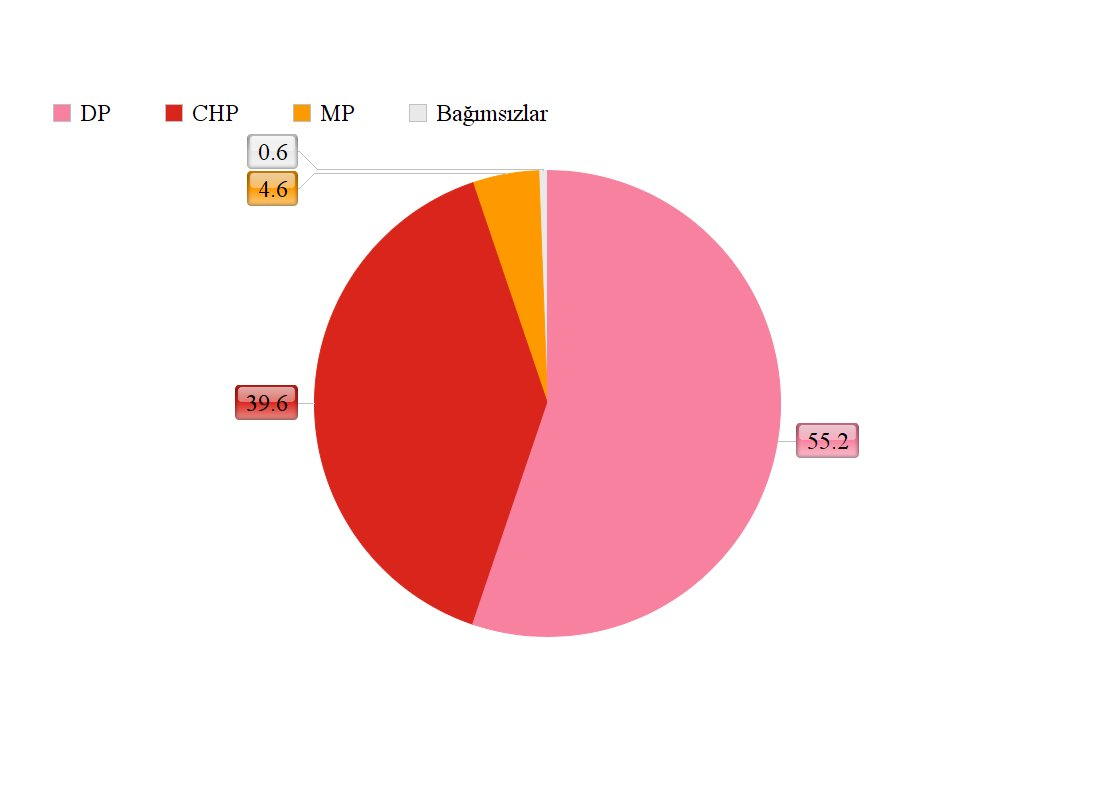
Resultados de la elección por porcentajes.

La elección se llevó a cabo el  14 de mayo, en un entorno político moderado. El resultado final fue una aplastante victoria del Partido Demócrata que sorprendió incluso a los propios líderes del partido. El DP obtuvo mayoría absoluta con el 53.3% de los sufragios, ganando 408 escaños, una mayoría incluso mayor que la del CHP en la anterior elección. El 22 de mayo, Celal Bayar fue elegido tercer Presidente de Turquía, y Adnan Menderes fue nombrado Primer ministro. El 9 de julio Bayar entregó a Menderes el liderazgo del DP.

### Generales
| Partido                            | Votos     | %      | Escaños | +/–   |
| ---------------------------------- | --------- | ------ | ------- | ----- |
| Partido Demócrata                  | 4.241.393 | 53.3   | 408     | +344  |
| Partido Republicano del Pueblo     | 3.176.561 | 39.9   | 69      | –326  |
| Partido Nacional                   | 250.414   | 3.1    | 1       | Nuevo |
| Independientes                     | 383.282   | 4.8    | 9       | +3    |
| Votos en blanco/anulados           | 30        | –      | –       | –     |
| Total                              | 7.953.085 | 100.00 | 487     | +22   |
| Votantes registrados/participación | 8.905.743 | 89.3   | –       | –     |
| Fuente: Nohlen et al.              |           |        |         |       |

### Por provincia
| Provincia      | Partido Demócrata | %    | Partido Republicano del Pueblo | %     | Partido Nacional | %    | Independientes | %    | Total   |
| -------------- | ----------------- | ---- | ------------------------------ | ----- | ---------------- | ---- | -------------- | ---- | ------- |
| Afyonkarahisar | 81.505            | 57,0 | 48.131                         | 33,7  | 13.293           | 9,3  | 0              | 0,0  | 142.929 |
| Ağrı           | 34.115            | 64,5 | 18.797                         | 35,5  | 0                | 0,0  | 0              | 0,0  | 52.912  |
| Amasya         | 33.824            | 53,4 | 29.548                         | 46,6  | 0                | 0,0  | 0              | 0,0  | 63.372  |
| Ankara         | 146.876           | 49,1 | 126.081                        | 42,1  | 26.196           | 8,8  | 0              | 0,0  | 299.153 |
| Antalya        | 67.867            | 64,7 | 37.025                         | 35,3  | 0                | 0,0  | 0              | 0,0  | 104.892 |
| Aydın          | 76.896            | 54,7 | 60.860                         | 43,3  | 2.820            | 2,0  | 0              | 0,0  | 140.576 |
| Balıkesir      | 142.239           | 58,6 | 100.680                        | 41,4  | 0                | 0,0  | 0              | 0,0  | 242.919 |
| Bilecik        | 32.613            | 54,0 | 27.772                         | 46,0  | 0                | 0,0  | 0              | 0,0  | 60.385  |
| Bingöl         | 8.341             | 32,6 | 15.700                         | 61,3  | 0                | 0,0  | 1.560          | 6,1  | 25.601  |
| Bitlis         | 7.989             | 27,8 | 16.025                         | 55,7  | 0                | 0,0  | 4.732          | 16,5 | 28.746  |
| Bolu           | 80.675            | 65,4 | 38.577                         | 31,3  | 4.032            | 3,3  | 0              | 0,0  | 123.284 |
| Burdur         | 29.783            | 45,9 | 14.479                         | 22,3  | 189              | 0,3  | 20.419         | 31,5 | 64.870  |
| Bursa          | 138.445           | 58,7 | 97.532                         | 41,3  | 0                | 0,0  | 0              | 0,0  | 235.977 |
| Çanakkale      | 77.296            | 65,7 | 40.180                         | 34,1  | 0                | 0,0  | 189            | 0,2  | 117.665 |
| Çankırı        | 47.769            | 61,5 | 20.013                         | 25,8  | 4.136            | 5,3  | 5.695          | 7,3  | 77.613  |
| Çorum          | 30.691            | 54,4 | 23.765                         | 42,1  | 1.956            | 3,5  | 0              | 0,0  | 56.412  |
| Çorum          | 89.390            | 65,5 | 47.099                         | 34,5  | 0                | 0,0  | 0              | 0,0  | 136.489 |
| Denizli        | 76.760            | 59,7 | 51.728                         | 40,3  | 0                | 0,0  | 0              | 0,0  | 128.488 |
| Diyarbakır     | 53.691            | 52,8 | 48.000                         | 47,2  | 0                | 0,0  | 0              | 0,0  | 101.691 |
| Edirne         | 47.715            | 54,1 | 36.238                         | 41,1  | 4.178            | 4,7  | 10             | 0,0  | 88.141  |
| Elazığ         | 37.983            | 53,5 | 32.972                         | 46,5  | 0                | 0,0  | 0              | 0,0  | 70.955  |
| Erzincan       | 25.311            | 39,6 | 38.631                         | 60,4  | 0                | 0,0  | 0              | 0,0  | 63.942  |
| Erzurum        | 88.711            | 64,3 | 49.219                         | 35,7  | 0                | 0,0  | 0              | 0,0  | 137.930 |
| Eskişehir      | 65.368            | 60,6 | 37.343                         | 34,6  | 4.096            | 3,8  | 1.092          | 1,0  | 107.899 |
| Gaziantep      | 69.792            | 58,6 | 49.333                         | 41,4  | 0                | 0,0  | 0              | 0,0  | 119.125 |
| Giresun        | 62.026            | 62,4 | 37.417                         | 37,6  | 0                | 0,0  | 0              | 0,0  | 99.443  |
| Gümüşhane      | 36.778            | 46,3 | 29.616                         | 37,3  | 0                | 0,0  | 13.049         | 16,4 | 79.443  |
| Hakkari        | 0                 | 0,0  | 12.384                         | 100,0 | 0                | 0,0  | 0              | 0,0  | 12.384  |
| Hatay          | 49.240            | 47,8 | 53.818                         | 52,2  | 0                | 0,0  | 0              | 0,0  | 103.058 |
| Isparta        | 45.154            | 59,9 | 30.233                         | 40,1  | 0                | 0,0  | 0              | 0,0  | 75.387  |
| Icel           | 73.269            | 62,0 | 43.814                         | 37,1  | 1.124            | 1,0  | 0              | 0,0  | 118.207 |
| Estambul       | 238.763           | 56,6 | 110.299                        | 26,1  | 72.737           | 17,2 | 0              | 0,0  | 421.799 |
| İzmir          | 188.476           | 56,7 | 137.622                        | 41,4  | 6.038            | 1,8  | 0              | 0,0  | 332.136 |
| Kars           | 54.112            | 41,1 | 76.561                         | 58,2  | 0                | 0,0  | 917            | 0,7  | 131.590 |
| Kastamonu      | 70.422            | 43,9 | 63.809                         | 39,7  | 26.307           | 16,4 | 0              | 0,0  | 160.538 |
| Kayseri        | 100.268           | 66,9 | 47.946                         | 32,0  | 1.597            | 1,1  | 0              | 0,0  | 149.811 |
| Kırklareli     | 42.840            | 53,9 | 36.607                         | 46,1  | 0                | 0,0  | 0              | 0,0  | 79.447  |
| Kırşehir       | 23.568            | 35,7 | 21.408                         | 32,5  | 17.675           | 26,8 | 3.310          | 5,0  | 65.961  |
| Kocaeli        | 105.910           | 59,2 | 64.828                         | 36,2  | 8.251            | 4,6  | 0              | 0,0  | 178.989 |
| Konya          | 163.222           | 59,2 | 111.139                        | 40,3  | 0                | 0,0  | 1.573          | 0,6  | 275.934 |
| Kütahya        | 87.792            | 51,6 | 62.992                         | 37,0  | 19.317           | 11,4 | 0              | 0,0  | 170.101 |
| Malatya        | 64.834            | 40,6 | 94.677                         | 59,4  | 0                | 0,0  | 0              | 0,0  | 159.511 |
| Manisa         | 128.199           | 58,6 | 90.412                         | 41,4  | 0                | 0,0  | 0              | 0,0  | 218.611 |
| Maraş          | 52.823            | 44,8 | 39.045                         | 33,1  | 0                | 0,0  | 26.121         | 22,1 | 117.989 |
| Mardin         | 45.078            | 32,7 | 44.882                         | 32,6  | 0                | 0,0  | 47.771         | 34,7 | 137.731 |
| Muğla          | 53.719            | 55,1 | 43.842                         | 44,9  | 0                | 0,0  | 0              | 0,0  | 97.561  |
| Muş            | 16.880            | 51,3 | 16.040                         | 48,7  | 0                | 0,0  | 0              | 0,0  | 32.920  |
| Niğde          | 70.796            | 55,4 | 55.175                         | 43,2  | 1.849            | 1,4  | 0              | 0,0  | 127.820 |
| Ordu           | 61.184            | 50,0 | 61.111                         | 50,0  | 0                | 0,0  | 0              | 0,0  | 122.295 |
| Rize           | 42.038            | 70,0 | 18.021                         | 30,0  | 0                | 0,0  | 0              | 0,0  | 60.059  |
| Samsun         | 98.336            | 57,5 | 71.678                         | 41,9  | 884              | 0,5  | 0              | 0,0  | 170.898 |
| Seyhan         | 90.720            | 50,2 | 77.189                         | 42,7  | 3.515            | 1,9  | 9.275          | 5,1  | 180.699 |
| Siirt          | 22.144            | 59,0 | 15.363                         | 41,0  | 0                | 0,0  | 0              | 0,0  | 37.507  |
| Sinope         | 9.522             | 10,8 | 55.348                         | 62,8  | 23.196           | 26,3 | 0              | 0,0  | 88.066  |
| Sivas          | 103.586           | 54,3 | 87.014                         | 45,7  | 0                | 0,0  | 0              | 0,0  | 190.600 |
| Tekirdağ       | 53.660            | 58,9 | 36.916                         | 40,5  | 0                | 0,0  | 490            | 0,5  | 91.066  |
| Tokat          | 81.822            | 55,6 | 65.241                         | 44,4  | 0                | 0,0  | 0              | 0,0  | 147.063 |
| Trabzon        | 60.871            | 46,3 | 63.684                         | 48,5  | 6.839            | 5,2  | 0              | 0,0  | 131.394 |
| Tunceli        | 13.089            | 58,7 | 9.209                          | 41,3  | 0                | 0,0  | 0              | 0,0  | 22.298  |
| Urfa           | 55.959            | 51,9 | 51.924                         | 48,1  | 0                | 0,0  | 0              | 0,0  | 107.883 |
| Van            | 16.785            | 35,1 | 20.653                         | 43,2  | 0                | 0,0  | 10.374         | 21,7 | 47.812  |
| Yozgat         | 68.969            | 57,6 | 50.866                         | 42,4  | 0                | 0,0  | 0              | 0,0  | 119.835 |
| Zonguldak      | 107.863           | 63,5 | 62.020                         | 36,5  | 0                | 0,0  | 0              | 0,0  | 169.883 |

## Elección presidencial
El Presidente de Turquía es elegido por la Asamblea Nacional para un mandato de cinco años.
|  | 79.5 % |

|  | 13.6 % |